# Каменецкий, Людвик
Людвик Каменецкий (пол. Ludwik Kamieniecki; 1758, Подолия — 1816, Варшава) — польский, французский и русский генерал. 

## Биография
Шляхтич герба Пилява. Вырос в Кристинополе при «дворе» богатого магната Франциска Потоцкого. В 1778—1785 годах служил в саксонской армии, после чего купил патент капитана в 14-м пехотном полку польской армии и в дальнейшем быстро повышался по службе.
В составе польской армии сражался в войне с Россией 1792 года (в том числе под Зеленцами). Произведён в полковники и награждён орденом Virtuti Militari. В 1794 году участвовал в Восстании Костюшко, в ходе которого  заменил князя Юзефа Понятовского на посту командира дивизии при защите Варшавы. В том же году произведён в генерал-майоры. В дальнейшем долгое время не служил. Однако, после того, как Наполеоном было создано Великое герцогство Варшавское (1807), в чине бригадного генерала (эквивалент генерал-майора) поступил на службу в польскую армию, союзную французской. Там сперва был временным начальником штаба армии, затем возглавлял пехотную бригаду, затем был комендантом Варшавы. В 1810 году произведён в дивизионные генералы.
Во время войны 1812 года возглавил одну из трёх пехотных дивизий V (Польского) армейского корпуса Юзефа Понятовского. Эта дивизия была оставлена в тылу, для контроля над занятыми армией территориями. Сам Каменецкий был губернатором Гродно. 
После отступления французских войск из России дивизия Каменецкого оказалась наименее пострадавшей среди всех соединений польского корпуса. Она послужила ядром для формирования 1-й дивизии VIII (Польского) корпуса Понятовского Великой армии Наполеона нового состава. Во главе этой дивизии Каменецкий принял участие в битве под Лейпцигом, где был ранен и попал в плен к русским (Понятовский погиб). 
После окончания Наполеоновских войн был формально зачислен в армию Царства Польского, но по слабости здоровья не служил. 
Помимо ордена Virtuti Militari, был награждён орденом Почётного легиона (степени шевалье). 
В 1816 году скончался в Варшаве.

### Ян Казимир Каменецкий
Племянником Людвика Каменецкого был Ян Казимир Каменецкий (Jan Kazimierz Kamieniecki; 1785 — после 1833), полковник армии Великого герцогства Варшавского, адъютант Юзефа Понятовского. Отличилсф тем, что в 1809 году в одиночку пересёк австрийскую территорию и смог доставить Наполеону весть о победе Понятовского под Рашином. В дальнейшем проживал в усадьбе Издебки (ныне в Подкарпатском воеводстве Польши) где был похоронен в часовне-усыпальнице (сохранилась).